# Мартынов, Дмитрий Михайлович
Дми́трий Миха́йлович Марты́нов (4 [15] октября 1759, Липяги, Казанская губерния — 20 октября [1 ноября] 1809, Оржевка, Тамбовская губерния) — тамбовский губернский предводитель дворянства, инициатор создания и первый попечитель училищного корпуса для детей бедных дворян в Тамбове.

## Биография
Родился 4 (15) октября 1759 года в селе Липяги в семье отставного секунд-майора Михаила Ильича Мартынова (28.10.1719—31.03.1788) и его жены (с 1.11.1749) Анны Григорьевны, урождённой Кривской.
С 1771 года Дмитрий Михайлович — вахмистр Астраханского карабинерного полка, с 1775 — адъютант в Пензенском уланском корпусе, с 1776 — прапорщик Петербургского драгунского полка, с 1781 — поручик Шлиссельбургского пехотного полка.
В 1783 году стал капитаном Воронежского батальона. В том же году, 17 сентября, женился на Елизавете Петровне Сабуровой, получил в качестве приданого село Оржевка Кирсановского уезда Тамбовской губернии, где и поселился после выхода в отставку в 1784 году. В 1789 году Д. М. Мартынов вместе со своим соседом отставным титулярным советником Т. И. Слепцовым построил в селе Оржевка каменную Успенскую церковь.
Коллежский асессор Дмитрий Михайлович Мартынов 11 января 1798 года был выбран предводителем дворянства Кирсановского уезда, а с 3 августа 1800 года по 20 января 1804 года был предводителем дворянства Тамбовской губернии.
9 декабря 1801 года на заседании губернского дворянского собрания, по предложению Мартынова, было решено основать в Тамбове училищный корпус для детей бедных дворян. Дворянский училищный корпус был открыт 22 июня 1802 года; Дмитрий Михайлович Мартынов стал его первым попечителем.
Умер 20 октября (1 ноября) 1809 года в селе Оржевка, где и был похоронен.

## Семья
Дмитрий Михайлович и Елизавета Петровна Мартыновы имели девять детей — пять сыновей и четыре дочери.